# Littorophiloscia vittata
Littorophiloscia vittata is een pissebed uit de familie Philosciidae. De wetenschappelijke naam van de soort is voor het eerst geldig gepubliceerd in 1818 door Say.